# Manoir de Kérurien
Le manoir de Kérurien est situé sur la commune de Grâces en France.

## Localisation
Le manoir est situé sur la commune de Grâces  dans le département des Côtes-d'Armor, dans la région Bretagne.

## Historique
Le manoir est inscrit partiellement au titre des monuments historiques par arrêté du 31 janvier 1964.

## Protection
Éléments protégés : le portail.